# 김용덕 (법조인)
김용덕(金龍德, 1957년 3월 13일 ~ )은 대한민국의 대법관이다.

## 학력
- 경기고등학교
- 1980년 서울대학교 법학사

## 경력
- 2024.03 ~ CJ제일제당 사외이사 겸 감사위원
- 2022.03 ~ 한미사이언스(주) 사외이사 겸 감사위원
- 2021.05 ~ 김·장 법률사무소 변호사
- 2020.03 ~2021.04 2020 Business Law Institute 겸 김용덕 법률사무소 변호사
- 2019.03 ~ 2020.02 서울대학교 법학전문대학원 초빙교수
- 2016.09 ~ 2017.12 제19대 중앙선거관리위원회 위원장
- 2015 ~ 2017 대법원 노동법실무연구회 회장
- 2012 ~ 2015 대법원 노동법실무연구회 회장
- 2012.01 ~ 2018.01 대법원 대법관
- 2011.02 ~ 2011.11 법원행정처 차장
- 2010.11 ~ 2011.02 서울고등법원 수석부장판사
- 2006 ~ 2017 상사법무연구회 회장
- 2005.11 ~ 2010.02 대법원 수석재판연구관
- 2005 서울고등법원 부장판사
- 2004 ~ 2005 대전고등법원 부장판사
- 2002.02 ~ 2004.02 법원행정처 법정국 국장
- 2001 ~ 2002 서울지방법원 부장판사
- 1999.03 ~ 2001.02 사법연수원 교수
- 1997.02 ~ 1999.02 청주지방법원 부장판사
- 1996 ~ 1997 서울고등법원 판사
- 1995 ~ 1996 법원행정처 기획담당관
- 1994.07 ~ 1995.02 법원행정처 법무담당관
- 1993 ~ 1994 법원행정처 사법정책연구심의관
- 1993 서울고등법원 판사
- 1992.02 ~ 1993.03 청주지방법원 제천지원 지원장
- 1991 ~ 1992 대전지방법원 판사
- 1990 ~ 1991 춘천지방법원 영월지원 판사
- 1987 ~ 1990 서울지방법원 동부지원 판사
- 1985 ~ 1987 서울민사지방법원 판사
- 1982 사법연수원 수석 수료
- 1979.06 제21회 사법시험 합격

| 전임 이인복 | 제19대 중앙선거관리위원회 위원장 2016년 9월 6일 ~ 2017년 12월 26일 | 후임 권순일 |